# Rácz Ráchel
Rácz Ráchel (Budapest, 1991. április 10. –) író, újságíró, színháztörténész, Ruttkai Éva életművének kutatója.

## Életpálya
Nagyapja Rácz Miklós nagybőgős, apja Rácz Barnabás nagybőgőkészítő és restaurátor.
Berlinben hallgatott művészettörténetet, BA-diplomáját az  Eötvös Loránd Tudományegyetem Bölcsészettudományi Karán szerezte 2015-ben. Alapszakos diplomamunkáját Máriássy Félix filmművészetéről írta, fókuszban az Egy pikoló világos és a Külvárosi legenda című filmekkel. 2023-ban mesterszakos diplomát szerzett a Károli Gáspár Egyetem Színháztudomány képzésén, amely során kutatását és diplomamunkáját Ruttkai Éva színházi életművéről készítette. 2023-ban felvételt nyert az Eötvös Loránd Tudományegyetem Bölcsészettudományi Kar Történettudományi Doktori Iskola programjára Ruttkai-kutatásával.
2018-ban jelent meg első kisregénye a BOOOK Kiadó gondozásában. A mű a filmregényének tematikájában íródott, amelyhez fotósorozat is készült a 235 Productions támogatásával. A fotókat Balázs István Balázs operatőrművész készítette. A projekt további alkotótársai Bán Bálint, Sziládi Hajna színművészek, Ébner Aletta és Legány Réka jelmez- és látványtervező, Budaházi Fanni vizuális művész, valamint Sólymos Eszter Ágnes art director volt.
2019-ben a Talamba Ütőegyüttes kérte fel, hogy írja meg a 20 éves történetüket.
2019-2022 között oral history interjúsorozatot készített hazai rocklegendákkal, amely a Magyar Zene Háza Nekünk írták a dalt! című kiállításának kísérőjeként jelent meg a Papageno.hu-n. A beszélgetéssorozat portréi között szerepelt Karácsony János, Novai Gábor, Révész Sándor, Solti János, Tátrai Tibor, Tolcsvay László, Török Ádám, valamint a fúziós színtérről Szakcsi Lakatos Béla. 2020 óta a Papageno.hu újságírója, főként színházi és zenei témákban készít interjúkat, cikkeket.

## Ruttkai Éva-életműkutatás
2020-ban nagyszabású életműkutatásba kezdett Ruttkai Éva főként színházi, ezen belül is vígszínházi életműve kapcsán. A kutatás első állomása a Ruttkai Éva Online című blog megalapítása, majd a Papageno.hu Ruttkai és kora című blog létrehozása volt, ahol nem csupán az ikonikus színésznőről, hanem a korszak nagy színházi egyéniségeiről és korszakalkotó műhelyeiről is számos írást közölt. Bach Katával videósorozatot is indított, amely a generációs kapcsolódásokra reflektált. 2022 decemberében, Ruttkai Éva születésének 95. évfordulóján exkluzív online kiállítást rendezett a Vígszínház Archívum együttműködésében. 2023-ban egy országos konferencián mutatta be tudományos munkáját Ruttkai Éva előadásai kapcsán. A munkát Gajdó Tamás színháztörténész, az Országos Színháztörténeti Múzeum tudományos munkatársa, a Bajor Gizi Színészmúzeum Latinovits-kiállításának kurátora többek között figyelemre méltónak, úttörőnek, és gondolatgazdagnak ítélte. Az életműkutatás és értékörökítés jelenleg is tart.